# Rosamunde (Lied)
Rosamunde ist ein international bekanntes Stimmungslied, das auf einer 1927 von Jaromír Vejvoda komponierten böhmischen Polka basiert. Der tschechische Titel des Liedes lautet Škoda lásky („Schade um die Liebe“), im englischsprachigen Raum ist das Stück als Beer Barrel Polka  (Roll Out the Barrel) bekannt.

## Entstehungsgeschichte und Coverversionen

Will Glahé – Skoda Lasky, Böhmische Polka

Andrews Sisters – Beer Barrel Polka

Jaromír Vejvoda komponierte 1927 die Modřanská Polka („Polka von Modřany“) als reines Instrumentalstück. Václav Zeman schrieb dazu 1932 einen Text mit dem Titel Škoda lásky.
1934 verfasste Klaus S. Richter einen deutschen Text mit dem Titel Rosamunde, durch den der Song zum Stimmungslied wurde. Akkordeonspieler Will Glahé brachte zunächst mit seinem Orchester eine  im Mai 1938 in Berlin eingespielte Fassung unter dem deutschen Titel Skoda Lasky, Böhmische Polka  / Gänsemarsch mit einem Akkordeonsolo heraus (Electrola EG 6398), der sich bis 1943 zum zweiten Millionenseller der deutschen Musikindustrie nach dem Soldatenlied Lili Marleen von Lale Andersen entwickelte.
Der US-Musikverlag Shapiro, Bernstein & Co. erwarb 1938 die US-Rechte und ließ die Melodie mit englischem Text von Lew Brown und Wladimir A. Timm versehen, nunmehr tituliert als Beer Barrel Polka (Roll Out the Barrel). Als erste nahmen den Song im März 1939 die Plehal Brothers  auf. Es folgten einige weitere Coverversionen, die nicht in die Hitparade gelangten. Erst als die Andrews Sisters den Song aufgriffen und ihn am 3. Mai 1939 produzieren ließen (Decca 2462-A), wurde das Stück erfolgreich. Ihre Version gelangte bis auf Rang vier der Hitparade und wurde über 350.000 Mal verkauft. Bereits drei Tage später war Will Glahé mit seinem Musette Orchestra im Studio, deren Fassung (Victor V-710-B) für vier Wochen auf Platz eins der Pop-Hitparade blieb.
Die Beer Barrell Polka wurde im Zweiten Weltkrieg zum Soldatenlied. 1939 entstanden Fassungen von Jolly Jack Robel & His Band, Gray Gordon’s TicToc Rhythm, Henry Busse & His Orchestra und Whoopee John Wilfahrt’s Band. Harry Harden’s Musette Orchestra stand im März 1941 im Studio. 1954 arrangierte der amerikanische Akkordeonist John Serry senior die Melodie für ein Akkordeon-Quartett und nahm das Lied für RCA Records auf. Auch die Acid-Rock-Band Grateful Dead präsentierte den Song 1973 live im Pershing Municipal Auditorium in Lincoln, Nebraska.
1975 nahm Bobby Vinton eine Coverversion auf. Über fünf Monate hielt sich die Schlagerversion von Dennie Christian in der deutschen Hitparade, nachdem sie im Januar 1975 veröffentlicht worden war und bis auf Rang 3 vorrückte. Im März 2002 dirigierte Josef Vejvoda die berühmteste Polka seines Vaters in der New Yorker Carnegie Hall vor einem ausverkauften Auditorium mit 2800 Zuhörern.